# František Řezáč
František Řezáč (* 1. Januar 1943 in Prag, Protektorat Böhmen und Mähren; † 4. Mai 1979 ebenda) war ein tschechoslowakischer Radrennfahrer und nationaler Meister im Radsport.

## Sportliche Laufbahn
Řezáč war Bahnradsportler und bestritt vorwiegend Ausdauerdisziplinen. Er war Teilnehmer der Olympischen Sommerspiele 1964 in Tokio. Dort startete er in der Mannschaftsverfolgung und wurde dabei gemeinsam mit Jiří Daler, Jiří Pecka und Antonín Kříž auf dem 5. Rang klassiert. Im olympischen Straßenrennen, das er ebenfalls bestritt, wurde er beim Sieg von  Mario Zanin 70. 1968 startete er erneut bei den Olympischen Sommerspielen in Mexiko-Stadt. Er wurde in der Mannschaftsverfolgung eingesetzt und wurde dabei mit dem Vierer der Tschechoslowakei 5. im Klassement.
Im Jahr 1963 gewann er die nationale Meisterschaft in der Mannschaftsverfolgung. 1967 und 1968 sicherte er sich diesen Titel erneut. 1963, 1967 und 1969 konnte er das Sechstagerennen für Amateure in Brno gewinnen. Er startete für den Verein „Dukla Pardubice“.